# San Martino Buon Albergo
Pour les articles homonymes, voir San Martino.
San Martino Buon Albergo est une commune italienne de la province de Vérone dans la région Vénétie en Italie.

## Culture
- Villa Girasole

## Administration
| Période                                  | Période | Identité | Étiquette | Qualité |
| ---------------------------------------- | ------- | -------- | --------- | ------- |
|                                          |         |          |           |         |
| Les données manquantes sont à compléter. |         |          |           |         |

### Communes limitrophes
Caldiero, Lavagno, Mezzane di Sotto, San Giovanni Lupatoto, Vérone, Zevio